# Andrew Morton (escritor)
Andrew David Morton (Dewsbury, 1953) é um jornalista e escritor britânico.

## Carreira
Andrew Morton começou sua carreira como repórter do tabloide Daily Mail, conhecido por seu sensacionalismo. Ele especializou-se nas fofocas sobre a família real britânica, tendo sido a primeira pessoa que noticiou o namoro do príncipe André, duque de Iorque com Sarah Ferguson, mais tarde duque e duquesa de York. 
Em 1992, Morton escreveu uma biografia sobre Diana, Princesa de Gales, que pessoalmente cooperou com sua criação. Naquele ano, faturou cerca de 5 milhões de dólares com o livro. Foi acusado logo depois da publicação de ser um "vulgar e intrometido fofoqueiro, com uma tênue compreensão das nuances sociais"; Morton defendeu-se afirmando que o "establishment conservador" não suportava ver "um rapaz de classe trabalhadora" escrevendo sobre a Princesa. Intitulado Diana: Her True Story In Her Own Words, trata Diana como vítima de seu casamento com Charles, Príncipe de Gales. 
Em 1998, Andrew Morton escreveu uma biografia favorável do então presidente queniano Daniel Arap Moi (1978-2002). Tratou-o como um pacificador da África, apesar das alegações de corrupção contra Moi. O jornal The Times posteriormente disse que esperava que Morton tivesse sido bem pago pela biografia, pois esta seria um "desastre". Morton respondeu que não havia recebido nenhum dinheiro pela obra. No ano seguinte, foi processado por ter insinuado que Moi teria aceito suborno para que não houvesse esclarecimento do assassinato do chanceler Robert Ouko, em 1990. 
Andrew recebeu cerca de 600.000 dólares como adiantamento para escrever Monica's Story, a biografia de Monica Lewinsky, que ficou mundialmente conhecida pelo escândalo sexual causado por seu relacionamento com o ex-presidente norte-americano Bill Clinton enquanto estagiária da Casa Branca.
Em janeiro de 2008, Morton publicou uma biografia não-autorizada de Tom Cruise, afirmando que o ator possui um alto cargo dentro de sua religião, a Cientologia, e criticando a vida familiar e amorosa de Cruise, entre outras coisas. Um dia após o lançamento, a Igreja da Cientologia anunciou que o livro está cheio de mentiras, preconceitos e difamações. O livro tornou-se o nono entre os dez mais vendidos pela Amazon. 